# Андрей (мифология)
Андрей (др.-греч. Ἀνδρεύς)— персонаж древнегреческой мифологии. Сын Пенея, первый человек, поселившийся в области Орхомена. У Гесиода он — сын Миния. В его честь страну назвали Андреида. Выделил Афаманту область Коронеи и Галиарта.
Андрей был женат на Эвиппе, дочери Левкона; имел сына Этеокла. В Дельфах была установлена его статуя.